# Иларио
Хуан Ила́рио Марреро Пе́рес (исп. Juan Hilario Marrero Pérez; 8 декабря 1905 года, Лас-Пальмас — 14 февраля 1989 года, там же), более известный как Ила́рио — испанский футболист, полузащитник. Выступал за сборную Испании.

## Клубная карьера
Начал заниматься футболом в школе клуба «Муэлле Гранде», затем выступал за команды «Портеньо» и «Виктория» из родного Лас-Пальмаса. 
В 1928 году «Виктория» отказалась отдавать Иларио в «Депортиво Ла-Корунья», отчаявшийся футболист переоделся в женскую одежду и отплыл в Галисию. «Виктория», которая вела переговоры о сумме компенсации в 100 000 песет с клубом «Барселона» обратилась в Королевскую испанскую футбольную федерацию. Решение федерации постановило, что Иларио не должен выступать за «Депортиво». Проигнорировав решение, Иларио продолжал играть за «Депортиво» в сезоне 1928/29.  «Виктория» и каталонская «Барселона» продолжали судебные разбирательство. В марте Королевская федерация урегулировала, что полузащитник может перейти в «Депортиво Ла-Корунья», заплатив «5000 песет штрафа за то, что получил эту сумму до подписания контракта». Не согласившись с решением федерации, «Виктория» и «Барселона» продолжили разбирательство, доведя дело до июльского собрания в Сан-Себастьяне.
На собрание приехал представитель федерации Рафаэль Гуэрра дель Рио и представитель «Виктории» Томас Ролдана, последний требовал разорвать соглашение между Иларио и «Депортиво Ла-Корунья». 17 июля 1929 года состоялось собрание федерации, на котором остались в силе условия достигнутые в прошлом рассмотрение дела.
Иларио выступал в «Депортиво» до сезона 1930/31. В 1931 году клуб получил крупное предложения от мадридского «Реала», Иларио стал игроком «сливочных». За гол в финале Кубка Испании по футболу 1934, испанец получил крупный участок земли на Пасео-де-ла-Кастельяна. В сезоне 1934/35 полузащитник принял участие во всех матчах и забил гол; в том же сезоне он дебютировал в сборной Испании.
После окончания Второй мировой войны вернулся на Канарские острова, где выступал за любительские клубы «Виктория» и «Марино».

## Тренерская карьера
После завершения карьеры игрока начал тренерскую карьеру. В частности, вывел «Расинг» (Ферроль) на первое место в третьем дивизионе и заработал повышение в классе.

## Достижения
«Реал Мадрид»
- Победитель чемпионата Испании — 1931/32, 1932/33
- Обладатель Кубка Испании — 1934, 1936